# Беспорядки в Иране (июнь 1963)
Демонстрации 5 и 6 июня 1963 года в Иране, также называемый «Восстанием 15 Хордада» ( تظاهرات پانزده خرداد‎), были протестами против ареста Рухоллы Хомейни после его критических выступлении против режима шаха Мохаммеда Реза Пехлеви и Израиля.
Режим шаха был застигнут врасплох массовыми демонстрациями в поддержку Хомейни, и, хотя оно было подавлено в считанные дни полицией и силами безопасности (САВАК), данное событие показало важность и мощь (шиитской) религиозной оппозиции шаху, а Хомейни стал одним из главных политических и религиозных лидеров оппозиции. Пятнадцать лет спустя Хомейни возглавил исламскую революцию, которая свергла шаха и династию Пехлеви и установила Исламскую Республику Иран.

## Предпосылки
В январе 1963 года шах начал реализацию масштабных реформ («Белая революция шаха и народа»). Данная программа реформ должна была произвести социальные и экономические изменения в Иране.

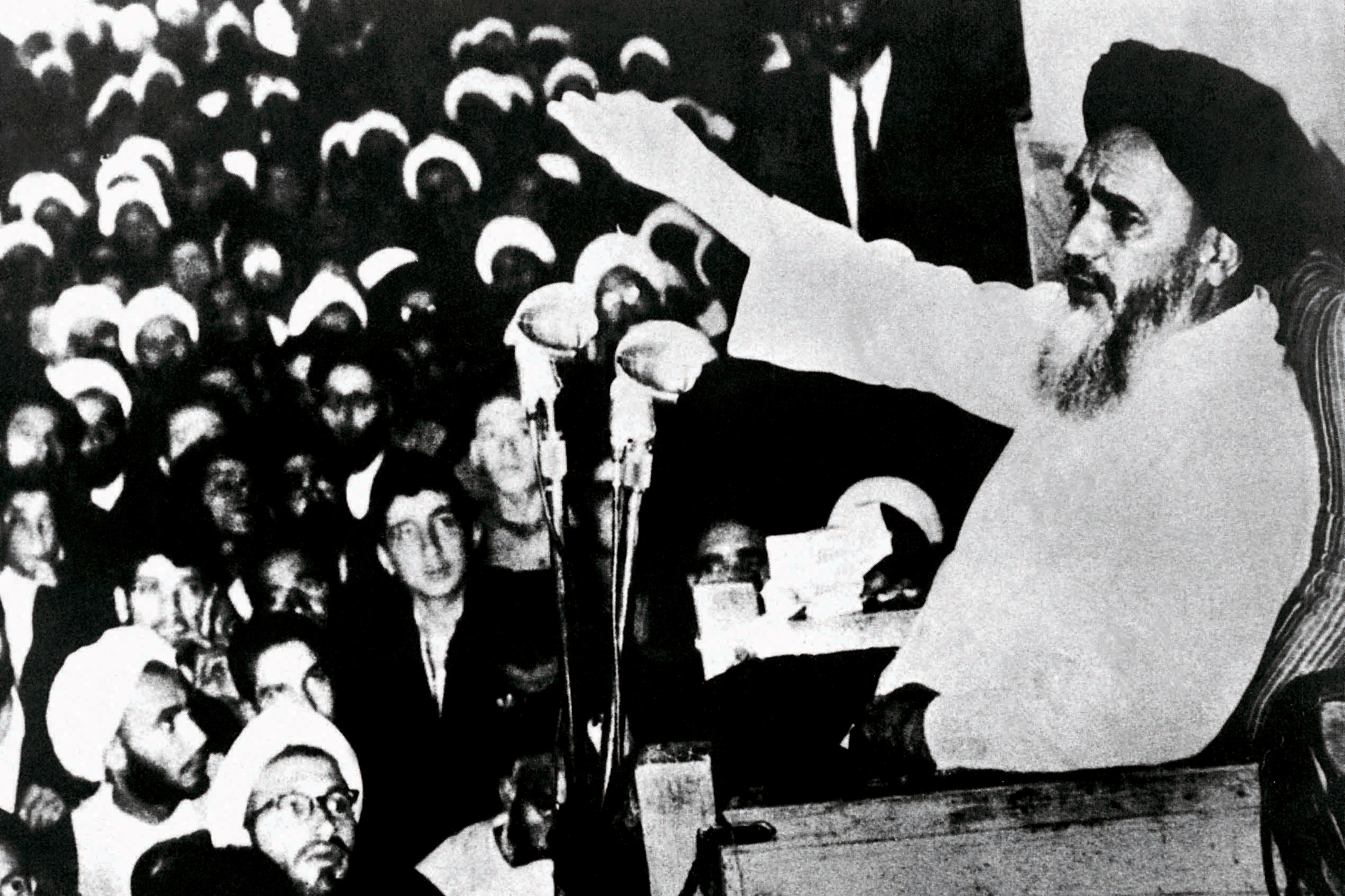
Выступление Хомейни в Куме, где он критиковал правительство шаха

26 января 1963 года шах провел всенародный референдум, на которой 99% принявших в ней участие иранцев проголосовали за реформы. «Белая революция» вызвала глубокий раскол между монархией и шиитскими религиозными учеными-алимами, которые утверждали, что эти изменения представляют серьезную угрозу исламу. Рухолла Хомейни был одним из противников шахских реформ, который провел встречу с другими муджтахидами и учеными в Куме и бойкотировал референдум по «белой революции». 22 января 1963 года Хомейни выступил с четким заявлением, в котором осудил шаха и его планы реформ. Хомейни продолжил свое осуждение программ шаха, выпустив манифест, который также подписали восемь других высокопоставленных религиозных деятелей. В нем он перечислил различные способы нарушения шахом конституции, осудил распространение морального разложения в стране и обвинил шаха в подчинении США и Израилю. Он также постановил отменить празднование Новруз в 1342 году в Иране (которое выпало на 21 марта 1963 года) в знак протеста против политики правительства.

## События июня 1963 года

### Проповедь Хомейни и его арест
Во второй половине дня Ашуры (3 июня 1963 г.) Хомейни произнес речь в школе Фейзие, где провел параллели между омейядским халифом Язидом I и шахом. Он осудил шаха как «жалкого несчастного человека» и предупредил его, что, если он не изменит свой образ жизни, настанет день, когда люди будут радоваться за его отъезд из страны. В Тегеране марш сторонников Хомейни, насчитывавший около 100 000 человек, прошел мимо дворца шаха, скандируя: «Смерть диктатору, смерть диктатору! Боже, храни тебя, Хомейни! Смерть кровожадному врагу!».

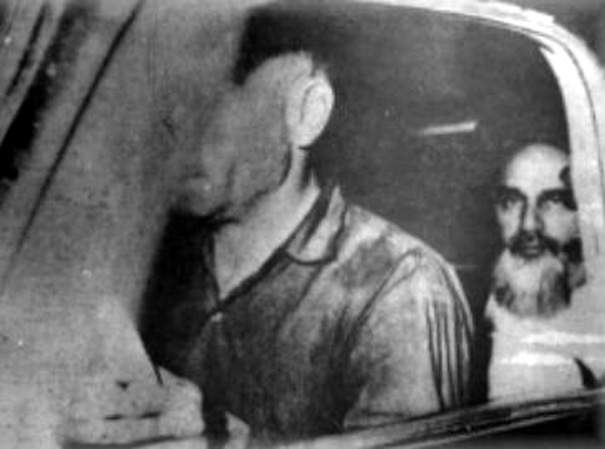
Арест Хомейни, 1963 г.

Два дня спустя, в три часа ночи, сотрудники службы безопасности (САВАК) и спецназовцы прибыли в дом Хомейни в Куме и арестовали его. Они спешно перевели его в тегеранскую тюрьму Каср.

### «Восстание 15 Хордада»
На рассвете 5 июня весть о его аресте распространилась сначала по Куму, а затем и по другим городам. В Куме, Тегеране, Ширазе, Мешхеде и Варамине массам разгневанных демонстрантов противостояли танки и десантники. В Тегеране демонстранты атаковали полицейские участки, офисы САВАК и правительственные здания, в том числе министерства. Удивленное правительство объявило военное положение и комендантский час с 22:00 до 5 часов утра. Затем шах приказал подразделению имперской гвардии «Бессмертные» под командованием генерал-майора Голяма Али Овейси двинуться в город и подавить демонстрации. На следующий день группы протеста вышли на улицы в меньшем количестве и столкнулись с танками и «солдатами в боевой экипировке с приказом стрелять на поражение».
Несколько сотен жителей деревни Пишва (близ Варамина) начали марш на Тегеран, крича «Хомейни или Смерть!». Их остановили на железнодорожном мосту солдаты, которые открыли огонь из автоматов, когда жители деревни отказались разойтись и напали на солдат «всем, что у них было». Были ли убиты «десятки или сотни», «неясно». Только через шесть дней порядок был полностью восстановлен.
7 июня 1963 г. "Военное губернаторство Тегерана" проинформировало жителей столицы, что "спокойствие и безопасность города гарантированы во всех частях столицы".
По словам журналиста Бакера Мойна, в полицейских досье указано, что 5 июня были арестованы 320 человек из самых разных слоев общества, в том числе 30 ведущих священнослужителей. В досье также были перечислены 380 человек, убитых или раненых во время восстания, не считая тех, кто не попал в больницу «из-за страха ареста», или тех, кто был доставлен в морг или похоронен силами безопасности.

### Освобождение Хомейни

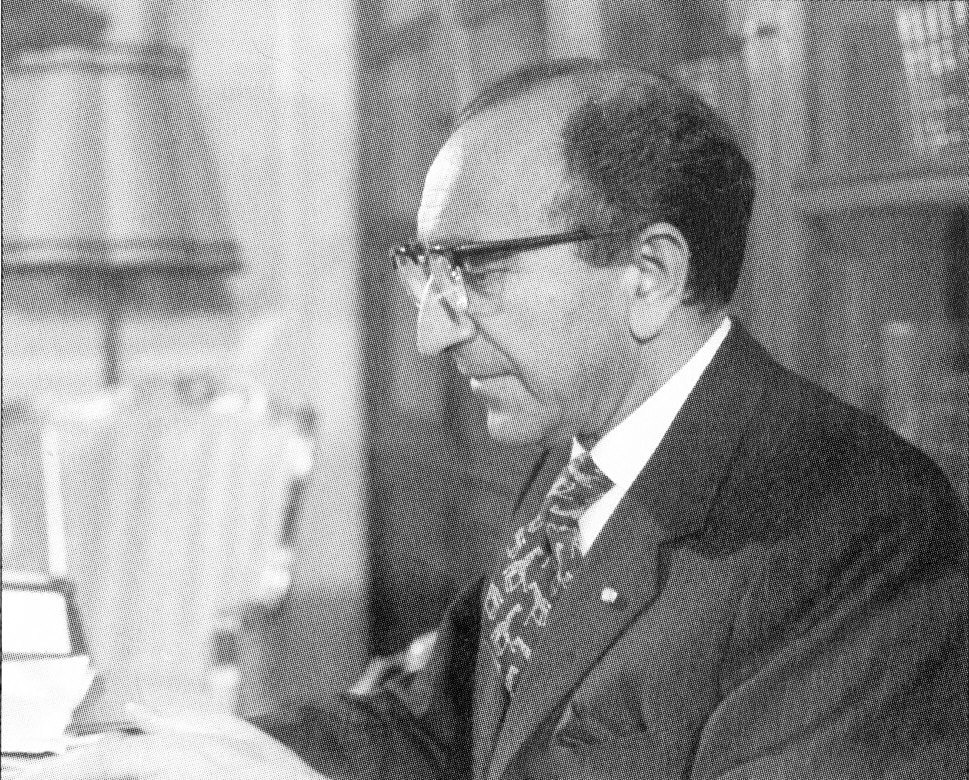
Премьер-министр Асадолла Алям был одним из сторонников ареста Хомейни

Сторонники жесткого курса (премьер-министр Амир Асадалла Алям, руководитель САВАК генерал Нематолла Насири) выступали за казнь Хомейни как виновника беспорядков, и (менее жестокие) забастовки и протесты, которые продолжались на базарах и в других местах. Фатима Пакраван, жена Хасана Пакравана (второго руководителя САВАК), в своих мемуарах пишет, что в 1963 году ее муж спас жизнь Хомейни. Генерал Пакраван чувствовал, что казнь Хомейни разозлит простой народ Ирана. Он представил шаху свой аргумент, убедив его позволить ему найти выход из создавшейся ситуации. Затем Пакраван обратился к аятолле Мохаммаду Казем Шариатмадари, одному из высших религиозных лидеров Ирана, и попросил его о помощи. Аятолла Шариатмадари предложил генералу объявить Хомейни Марджа ат-таклид. Так, другие Марджа ат-таклид издали религиозный указ, который Пакраван и Сейед Джалал Техрани передали шаху. Спасение Пакраваном жизни Хомейни стоило ему его собственной жизни. После исламской революции, когда Пакравану был вынесен смертный приговор, личный знакомый генерала с тесными связями с Хомейни пошел просить его о помиловании генерала и напомнил Хомейни, что Пакраван спас ему жизнь, на что аятолла ответил, что «он не должен был этого делать».
После девятнадцати дней в тюрьме Каср Хомейни был переведен сначала на военную базу Эшратабад, а затем в дом в районе Давудие в Тегеране, где он находился под наблюдением агентов тайной полиции. Он был освобожден 7 апреля 1964 года и вернулся в Кум.

## После революции
Дата «15 Хордада» широко отмечается по всей стране. В его честь назван «Перекресток 15-го Хордада» и «Станция метро 15-го Хордада». По совпадению, Хомейни умер двадцать шесть лет спустя, 3 июня 1989 года, накануне 15 Хордада.